# Caecum (weekdieren)
Caecum is een geslacht van mariene gastropoden (slakken) uit de familie Caecidae (Buishorentjes).

## Soorten
Voor de volledige soortenlijst zie: World Register of Marine Species.